# Лавера/Берр – Сент-Обан (етиленопровід)
Лавера/Берр – Сент-Обан (етиленопровід) – продуктопровід для транспортування етилену на південному сході Франції.
З 1950-х років західніше Марселю діяло виробництво етилену у Лавері, а в 1968-му піролізну установку запустили і в розташованому неподалік Етан-де-Берр. Того ж року для подачі зазначеного олефіну у північному напрямку ввели в експлуатацію етиленопровід Trans-Ethylene довжиною 124 км, виконаний в діаметрах 200 мм та 250 мм з пропускною здатністю 0,3 млн тонн на рік.
Первісно головним призначенням етиленопроводу було постачання розташованого в Шато-Арну-Сент-Обані заводу з виробництва мономеру вінілхлориду, що з 2005-го припинив роботу за цим напрямком. Втім, вже з 1972-го завдяки трубопроводу Сент-Обан – Пон-де-Кле виникла система етиленопроводів, яка на початку 2000-х років досягла прикордонної з Німеччиною Лотарингії та пов’язує між собою численних виробників та споживачів нафтохімічної продукції. 